# Kejsaramazon
Kejsaramazon (Amazona imperialis) är en akut hotad papegoja som enbart förekommer i bergstrakter på ön Dominica i Västindien.

## Utseende och läte
Kejsaramazonen är en cirka 45 centimeter lång papegoja med spektakulär grön och lila fjäderdräkt. Den är mörkt purpurfärgad på huvud, nacke och mantel. Även på undersidan är den purpurfärgad, med mörka fjäderkanter som ger en fjällig effekt, men kring undergump och "lår" mattgrön. Vingarna är gröna med röda skuldror, purpurfärgad vingspegel och svartaktiga handpennor. Stjärten är rödaktig med grön spets. Ungfågeln skiljer sig från adulta genom grönt på nacke och hals. Bland lätena hörs högljudda, trumpetanden i flykten, men även olika skrin och visslingar.

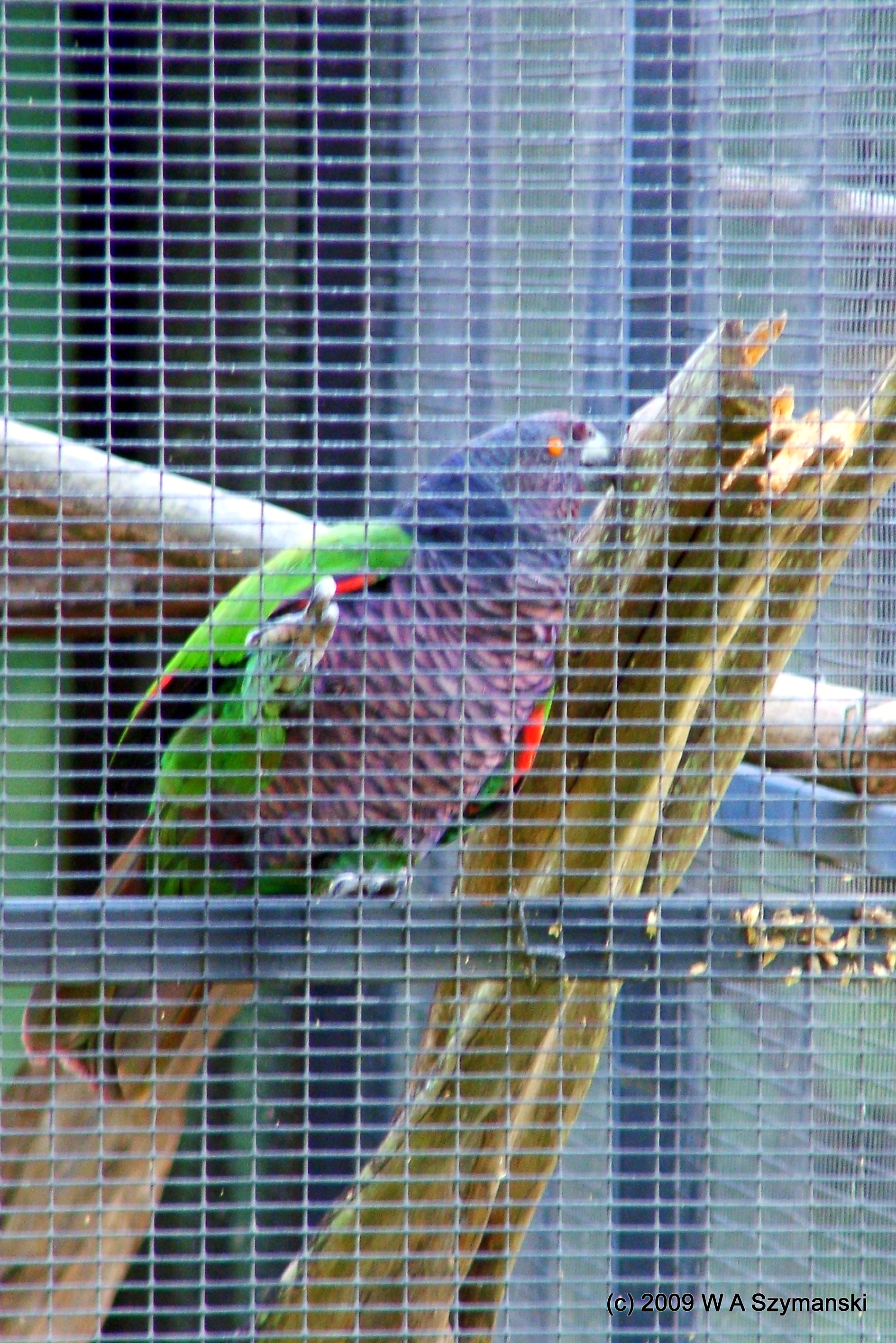

## Utbredning och levnadssätt
Denna papegoja hittas enbart på ön Dominica i Västindien, och där endast i bergsskogar på mellan 600 och 1300 meters höjd, men kan ses födosöka ner till 150 meter vid födobrist. Boet placeras i ett träd och den lägger i genomsnitt två ägg per häckningssäsong som den ruvar i ungefär 26 dagar. Ungarna lämnar boet efter 60 dagar.

## Status
Arten är utrotningshotad på grund av habitatförstörelse, jakt, orkaner och fågelhandel. Den har minskat kraftigt sedan slutet av 1800-talet. Tack vare bevarandeinsatser ökade beståndet till över 200 vuxna individer. 2017 drabbades dock ön av orkanen Maria, varefter kejsaramazonen återigen minskade mycket kraftigt i antal. Internationella naturvårdsunionen IUCN har därför uppgraderat dess hotstatus, från starkt hotad till akut hotad.

## I kulturen
Kejsaramazonen är Dominicas nationalfågel.

## Taxonomi och namn
Kejsaramazonen beskrevs taxonomiskt som art av  Charles Wallace Richmond 1899. Det vetenskapliga artnamnet imperialis betyder just "kejserlig". Släktesnamnet Amazona, och därmed det svenska gruppnamnet, kommer av att Georges-Louis Leclerc de Buffon kallade olika sorters papegojor från tropiska Amerika Amazone, helt enkelt för att de kom från området kring Amazonfloden. Ursprunget till flodens namn i sin tur är omtvistat. Den mest etablerade förklaringen kommer från när kvinnliga krigare attackerade en expedition på 1500-talet i området ledd av Francisco de Orellana. Han associerade då till amasoner, i grekisk mytologi en stam av iranska kvinnokrigare i Sarmatien i Skytien. Andra menar dock att namnet kommer från ett lokalt ord, amassona, som betyder "förstörare av båtar".